# Palacete Princesa Isabel
O Palacete Princesa Isabel é um edifício situado no bairro Santa Cruz, na cidade do Rio de Janeiro. Com sua arquitetura que lembra o estilo neoclássico, a construção tinha o objetivo de abrigar a sede administrativa do antigo Matadouro de Santa Cruz. Atualmente funciona como um centro social promotor da cultura na região, oferecendo uma modesta biblioteca, cursos de instrumentos musicais, etc.
Segundo a prefeitura do Rio de Janeiro em 1886, algumas salas abrigaram a Escola Santa Isabel para os filhos dos trabalhadores do matadouro. No início da República, o matadouro tornou-se tecnologicamente defasado e aos poucos, a escola foi ocupando todo o palacete. Em 1921, com o nome de Escola Estados Unidos, ali eram ministrados cursos práticos e teóricos de agricultura, apicultura e trabalhos manuais, consolidando assim o uso educacional e cultural. Durante cerca de quarenta anos a instituição dedicou-se ao ensino técnico, recebendo, em 1946, o nome de Escola Princesa Isabel.
Na década de 70, o prédio encontrava-se em condições bastante precárias e a escola foi transferida para outra edificação, especialmente construída nos fundos do terreno. A antiga sede administrativa do Matadouro Público de Santa Cruz, considerada patrimônio cultural da cidade do Rio de Janeiro por suas características arquitetônicas e importância histórica, foi tombada em maio de 1984, pelo Decreto Municipal nº4.538. Desde 1993 a Prefeitura da Cidade do Rio de Janeiro promove obras de restauração, adequação de uso, pesquisa arqueológica e educação patrimonial.
O Projeto e as Obras de Restauração e Adequação de Uso foram executados sob a orientação da Secretaria Municipal de Patrimônio Cultural, atual Subsecretaria de Patrimônio Cultural, Intervenção Urbana, Arquitetura e Design (SUBPC) da Secretaria Municipal de Cultura, com fiscalização da Riourbe.
Assolada por violentas transformações no seu perfil psicossociológico, a comunidade local passa a se mobilizar em defesa de seus bens patrimoniais (naturais e culturais) e da história e cultura locais, a partir da fundação do NOPH – Núcleo de Orientação e Pesquisa Histórica em 1983, movimento que hoje é assumido e reconhecido como  Ecomuseu do Quarteirão Cultural do Matadouro.  Por meio da experiência de ecomuseu urbano, Santa Cruz conhece um novo momento de integração e reconhecimento no processo político-cultural da cidade e se torna uma referência na museologia contemporânea, fazendo evoluir conceitos e desenvolver museologia e museografia adequadas a sua realidade.